# パットとマット
『パットとマット』（チェコ語: Kuťáci, ... A je to!, Pat a Mat）は、チェコ共和国のストップモーションパペットアニメーション。
1976年のに第一作<料理>が作られ、2018年まで117作品が作られた。かつて監督はルボミール・ベネシュだったが、1995年に彼が亡くなり、現在、彼の息子であるマレク・ベネシュが監督を務めている。アニメーション製作所は、チェコ共和国のプラハにある。

## 概要
本作は、間の抜けた二人組パットとマットの騒動を描いており、セットが破壊されることもある。
劇作家のケラリーノ・サンドロヴィッチはMovie Walkerの記事に二人のデザインと破壊行動に好意的なコメントを寄せている。